# Mohamed Chérif Diallo
Pour les articles homonymes, voir Diallo.
Mohamed Chérif Diallo né le 25 juillet 1960 à Pita, est un diplomate et homme politique guinéen. Ambassadeur  plénipotentiaire de la république de Guinée en Ukraine de 1993 en 1996.

## Biographie
Mohamed Chérif Diallo est titulaire d’une maîtrise d’économie et commerce de l’université La Sapienza de Rome et d’une licence en électromécanique de l’université de Conakry.
Il a été ambassadeur  plénipotentiaire de la Guinée auprès de la fédération de Russie, de l'Ukraine, de la Lettonie, de la Lituanie, de l'Estonie, de la Biélorussie, de la Finlande, de l'Azerbaïdjan et de la  Mongolie. En 1993, il a présenté ses lettres de créance au président ukrainien Leonid Kravchuk.
ll a aussi été en poste à l'ambassade de Guinée à Bucarest, en Roumanie de 1996 à 1999 puis entre 1999 et 2001, il a été vice-consul général de la république de Guinée à Djeddah en Arabie saoudite.
En 2014, Mohamed Chérif Diallo était ministre conseiller de la mission permanente de la Guinée auprès des Nations unies, à New York . 
De mars 2015 en 2022, il est fait ambassadeur de la république de Guinée à Rome en Italie, avec accréditation en Grèce, en Slovénie,en Croatie et en Albanie, ainsi la même année avec accréditation auprès des organisations internationales des Nations unies basées à Rome en Italie ( FAO, FIDA, et PAM ).
Il devient en avril 2022 chef et coordinateur de programme de l'Organisation internationale pour les migrations (OIM) basé à Monrovia, au Libéria.

## Vie privée
Mohamed chérif Diallo est marié et père de trois enfants.